# Orpheuswinterkoning
De orpheuswinterkoning (Cyphorhinus arada) is een zangvogel uit de familie Troglodytidae (winterkoningen).

## Verspreiding en leefgebied
Deze soort telt zes ondersoorten:
- C. a. arada: oostelijk Venezuela, de Guyana's en noordelijk Brazilië.
- C. a. griseolateralis: centraal Brazilië.
- C. a. interpositus:  Midden-Brazilië.
- C. a. transfluvialis: zuidoostelijk Colombia en noordwestelijk Brazilië.
- C. a. salvini: zuidelijk Colombia, oostelijk Ecuador en noordoostelijk Peru.
- C. a. modulator: oostelijk Peru, westelijk Brazilië en noordelijk Bolivia.